# Richard Madden

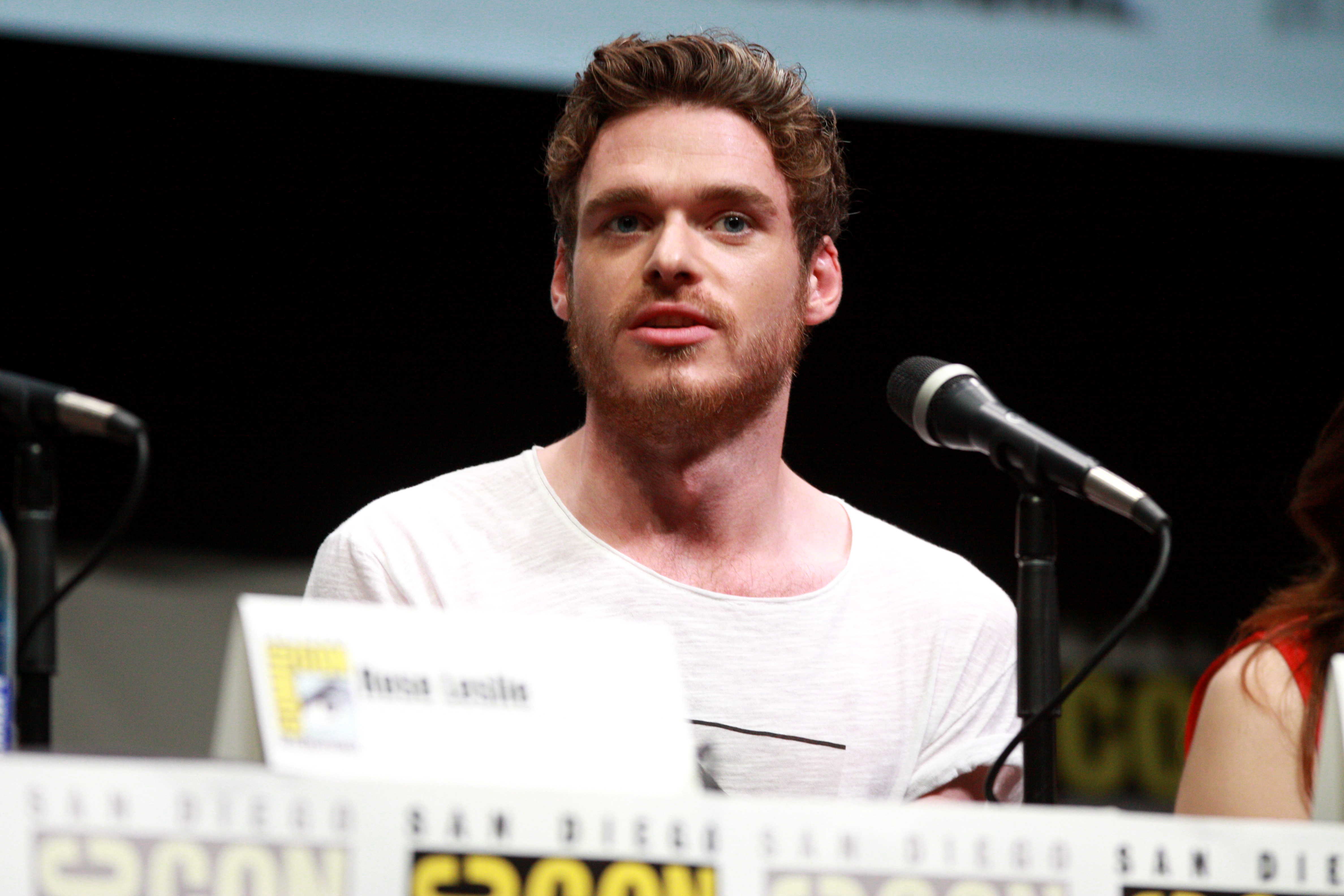
Richard Madden (2013)

Richard Madden (ur. 18 czerwca 1986 w Elderslie) – brytyjski i szkocki aktor filmowy, telewizyjny oraz teatralny.

## Życiorys
Z aktorstwem zetknął się w wieku jedenastu lat, kiedy to przystąpił do młodzieżowego programu teatralnego mającego na celu przezwyciężanie nieśmiałości. Wkrótce został zauważony i w 2000 otrzymał swoją pierwszą filmową rolę w adaptacji powieści Iaina Banksa Complicity. W tym okresie wystąpił też w kilku epizodach serialu telewizyjnego Barmy Aunt Boomerang. W 2007 został absolwentem szkoły aktorskiej Royal Scottish Academy of Music and Drama. W czasie nauki na tej uczelni zaczął regularnie występować w rolach teatralnych m.in. w adaptacji sztuki Romeo i Julia w Globe Theatre, a także w przedstawieniach wystawianych w szkockich teatrach.
Od 2009 ponownie występuje w produkcjach telewizyjnych i kinowych. W 2010 zagrał w fabularyzowanym dokumencie Worried About The Boy poświęconym Boyowi George’owi. W 2011 wcielił się w postać Robba Starka w Grze o tron wyprodukowanej przez HBO.
Nagrodzony Złotym Globem za występ w roli głównej w serialu Bodyguard z 2018. W 2019 otrzymał honorowy doktorat swojej macierzystej uczelni.

## Filmografia
- 1999–2000: Barmy Aunt Boomerang (serial TV)
- 2000: Complicity
- 2009: Hope Springs (serial TV)
- 2010: Pokój na czacie
- 2010: Kłopotliwy chłopak
- 2011: Strays (film krótkometrażowy)
- 2011: Gra o tron (serial TV)
- 2011: Sirens (serial TV)
- 2012: Wojna i miłość (serial TV)
- 2013: Na zawsze twoja
- 2015: Kopciuszek
- 2015: Grupa B
- 2015: Kochanek lady Chatterley
- 2016: Dzień Bastylii
- 2016: Medyceusze: Władcy Florencji (serial TV)
- 2017: Philip K. Dick’s Electric Dreams (serial  TV)
- 2017: Oasis (serial TV)
- 2018: Ibiza
- 2018: Bodyguard (serial TV)
- 2019: Rocketman
- 2019: 1917
- 2021: Eternals[5]